# 栖本町
栖本町（すもとまち）は、かつて熊本県の天草郡にあった町である。天草郡で最も人口の少ない自治体であった。
2006年（平成18年）3月27日に本渡市、牛深市、天草郡御所浦町、有明町、倉岳町、新和町、五和町、天草町、河浦町と合併し、天草市となった。かつての町域は天草市栖本町となっている。

## 地理
天草諸島の上島南西部に位置した。
- 川：河内川

## 歴史
- 1889年（明治22年）4月1日 - 町村制施行に伴い、天草郡湯舟原村、古江村が合併し栖本村が成立。
- 1901年（明治32年）4月1日 - 天草郡栖本村・河馬田村が合併し、栖本村が発足。
- 1962年（昭和37年）9月1日 - 栖本村が町制施行し、栖本町となる。
- 2006年（平成18年）3月27日 - 本渡市、牛深市、天草郡御所浦町、倉岳町、新和町、五和町、天草町、河浦町、有明町と合併し、天草市となる。

## 行政
- 町長：春間義人（はるまよしと）（2004年6月 -）2期目

## 経済

### 産業
町の特産品は、デコポン、ポンカン、清見、イチゴ、ミニトマト、オクラ。

## 教育

### 小学校
- 栖本町立栖本小学校

### 中学校
- 栖本町立栖本中学校

## 交通

### 鉄道路線
栖本町内には鉄道路線がないが、九州産業交通バスで上天草市松島町もしくは本渡市を経由して、JR鹿児島本線 熊本駅や三角線 三角駅に出ることができる。

### 道路
一般国道
- 国道266号

県道
- 熊本県道34号松島馬場線
- 熊本県道282号河内上津浦港線
- 熊本県道283号下浦馬場線

### 路線バス
- 九州産業交通バス
  - 本渡バスセンター行き
  - 松島行き
  - 赤崎（上天草市龍ヶ岳町）行き
  - 教良木行き
  - 大河内行き
  - 浦学校前行き

## 名所・旧跡・観光スポット・祭事・催事

### 名所・旧跡
- 大河内六地蔵
- 大河内の梵鐘
- 大河内六十六部塔
- 小ヶ倉観音磨崖碑
- 河内焼窯跡
- 学半舎跡
- 藤かづら
- 馬場の板碑
- 馬場城跡
- 馬場の義民塔
- 馬場の四面地蔵塔
- 山浦観音磨崖碑
- 下ノ門五輪塔
- 平ノ口五輪塔
- 利明寺薬師如来
- 利明寺の梵鐘
- 栖本城跡
- 栖本郡代所跡
- 仏日山円性寺
- 円性寺常夜燈
- 円性寺金剛力士像
- アコウ大樹
- 栖本諏訪神社
- 栖本太鼓踊り
- 永田隆三郎宅跡
- 法界平等碑
- 沖の瀬古墳群
- 下平古墳
- 古江城跡
- いげ神社

### 観光スポット
- 河童ロマン館（温泉）
- 河童街道
- ひまわり畑

### 祭事
- すもと夏祭り（8月14日）
- いげ神社祭（9月十五夜の日）（いげ神社）
- 河内神社秋祭り（10月16日）（河内神社）
- 栖本かっぱ祭り（11月6日）
- 栖本例大祭（11月第2日曜）（湯船原地区）
  - 栖本獅子舞、立笠・台笠（とったか・とこせい）、鳥毛行列の披露